# 扬环形山
扬环形山（Young）是位于月球正面崎岖东南部的一座古老大陨坑，约形成于45.5-39.2亿年前的前酒海纪，其名称取自十八世纪英国博学家暨医生托马斯·扬（1773年-1829年），1935年被国际天文学联合会批准接受。

## 描述

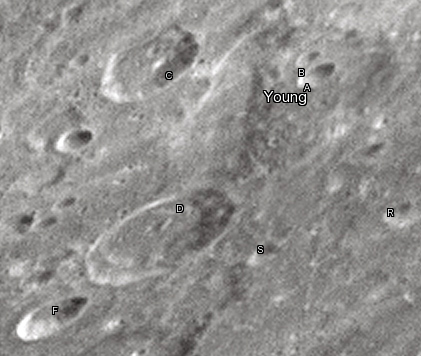
扬环形山及它的卫星坑

该陨坑坐落在梅修斯环形山的东侧、西北毗邻里伊塔陨环形山、巨大的让桑环形山横亘在它的西南，而修长笔直的里伊塔月谷沿里伊塔陨环形山的东南边缘，在它的西南坑壁和坑底上切割出一道宽阔的沟槽。该陨坑中心月面坐标为41°32′S 50°59′E / 41.54°S 50.98°E，直径71.44公里，深度2.76公里。
扬环形山残存部分已磨损和侵蚀，但较同时代的其它陨石坑完整。其内外侧壁仍清晰地矗立于月表之上，只是部分边缘受后续的撞击而变得嶙峋破裂。陨坑的残壁高出周边地形1300米，内部容积约4562.28立方千米。坑底表面崎岖不平，坐落了一对碗状的卫星坑扬 A和扬 B。扬环形山的西侧紧挨着卫星坑扬 C，南面是更大且磨损程度较轻的扬 D，而它的南面和东侧分别是小卫星坑扬 F和扬 S。
卫星坑扬 D坐落在里伊塔月谷之上，该月谷在穿过扬环形山和扬 D后继续断续地伸向东南，全长将近500公里，它也是月球正面第二大月谷。

## 卫星陨石坑
按惯例，最靠近扬环形山的卫星坑将在月图上以字母标注在它的中心点旁边。
| 扬 | 纬度    | 经度    | 直径    |
| -- | ------- | ------- | ------- |
| A  | 41.1° S | 51.2° E | 13 公里 |
| B  | 40.9° S | 50.6° E | 7 公里  |
| C  | 41.5° S | 48.2° E | 30 公里 |
| D  | 43.5° S | 51.8° E | 46 公里 |
| F  | 44.8° S | 51.8° E | 23 公里 |
| R  | 42.4° S | 55.4° E | 9 公里  |
| S  | 43.3° S | 53.9° E | 11 公里 |

## 另请参阅
- Andersson, L. E.; Whitaker, E. A. . NASA RP-1097. 1982.
- Blue, Jennifer. . USGS. July 25, 2007  [2007-08-05]. （原始内容存档于2012-04-08）.
- Bussey, B.; Spudis, P. . New York: Cambridge University Press. 2004. ISBN 978-0-521-81528-4.
- Cocks, Elijah E.; Cocks, Josiah C. . Tudor Publishers. 1995. ISBN 978-0-936389-27-1.
- McDowell, Jonathan. . Jonathan's Space Report. July 15, 2007  [2007-10-24]. （原始内容存档于2012-05-26）.
- Menzel, D. H.; Minnaert, M.; Levin, B.; Dollfus, A.; Bell, B. . Space Science Reviews. 1971, 12 (2): 136–186. Bibcode:1971SSRv...12..136M. doi:10.1007/BF00171763.
- Moore, Patrick. . Sterling Publishing Co. 2001. ISBN 978-0-304-35469-6.
- Price, Fred W. . Cambridge University Press. 1988. ISBN 978-0-521-33500-3.
- Rükl, Antonín. . Kalmbach Books. 1990. ISBN 978-0-913135-17-4.
- Webb, Rev. T. W.  6th revised. Dover. 1962. ISBN 978-0-486-20917-3.
- Whitaker, Ewen A. . Cambridge University Press. 1999. ISBN 978-0-521-62248-6.
- Wlasuk, Peter T. . Springer. 2000. ISBN 978-1-85233-193-1.